# براتنك
براتنك (بالإنجليزية: Bratnik)‏ هي قرية في المنطقةِ الإداريةِ لـ(غمينا كاميونكا)، ضمن مقاطعةِ لوبارتو، في محافظة لوبلين، في شرق بولندا.
عدد سكان القرية 99نسمة.